# Анже (округ)
Округ Анже (фр. Arrondissement d'Angers) — округ у Франції, в департаменті Мен і Луара. 2023 року округ об'єднував 66 муніципалітетів, населення становило 390 895 осіб.
Адміністративний центр (супрефектура) — Анже.

## Муніципалітети
Список муніципалітетів округу та їхні коди INSEE:
1. Аврильє (49015)
2. Анже (49007)
3. Барасе (49017)
4. Бельвінь-ан-Лейон (49345)
5. Беюар (49028)
6. Блезон-Сен-Сюльпіс (49029)
7. Бокузе (49020)
8. Больє-сюр-Лейон (49022)
9. Бриссак-Луар-Обанс (49050)
10. Бріолле (49048)
11. Бушмен (49035)
12. Валь-дю-Лейон (49292)
13. Веррієр-ан-Анжу (49323)
14. Дене (49120)
15. Дюрталь (49127)
16. Екуфлан (49129)
17. Екюїльє (49130)
18. Енгранд-Ле-Френ-сюр-Луар (49160)
19. Етрише (49132)
20. Жарзе-Віллаж (49163)
21. Кантене-Епінар (49055)
22. Корзе (49110)
23. Корнільє-ле-Кав (49107)
24. Ла-Поссоньєр (49247)
25. Ла-Шапель-Сен-Ло (49076)
26. Ле-Гаренн-сюр-Луар (49167)
27. Ле-Плессі-Граммуар (49241)
28. Ле-Пон-де-Се (49246)
29. Ле-Рері (49257)
30. Лонгне-ан-Анжу (49200)
31. Луар-Отьйон (49307)
32. Марсе (49188)
33. Мозе-сюр-Луе (49222)
34. Монтіньє-ле-Рері (49209)
35. Монтрей-Жуїньє (49214)
36. Монтрей-сюр-Луар (49216)
37. Моранн-сюр-Сарт-Домре (49220)
38. Мюр-Ериньє (49223)
39. Обіньє-сюр-Лейон (49012)
40. Рив-дю-Луар-ан-Анжу (49377)
41. Рошфор-сюр-Луар (49259)
42. Савеньєр (49329)
43. Сарриньє (49326)
44. Сен-Бартелемі-д'Анжу (49267)
45. Сен-Жан-де-ла-Круа (49288)
46. Сен-Жермен-де-Пре (49284)
47. Сен-Жорж-сюр-Луар (49283)
48. Сен-Клеман-де-ла-Плас (49271)
49. Сен-Ламбер-ла-Потрі (49294)
50. Сен-Леже-де-Ліньєр (49298)
51. Сен-Мартен-дю-Фую (49306)
52. Сен-Мелен-сюр-Обанс (49308)
53. Сент-Жемм-сюр-Луар (49278)
54. Сермез (49334)
55. Сеш-сюр-ле-Луар (49333)
56. Сулен-сюр-Обанс (49338)
57. Сулер-е-Бур (49339)
58. Терранжу (49086)
59. Трелазе (49353)
60. Тьєрсе (49347)
61. Фене (49135)
62. Шалонн-сюр-Луар (49063)
63. Шамтосе-сюр-Луар (49068)
64. Шефф (49090)
65. Шодфон-сюр-Лейон (49082)
66. Юїє-Лезіньє (49174)